# Georges Humbert
Ne pas confondre avec l'organiste, professeur de musique et musicographe Georges Humbert (1870-1936).
Pour les articles homonymes, voir Humbert.
 (juin 2022).
Marie Georges Humbert, né le 7 janvier 1859 à Paris et mort le 22 janvier 1921 à Paris également, est un mathématicien français.

## Biographie
Georges Humbert est ancien élève de l'École polytechnique (promotion 1877) et de l'École des mines. Il appartient à sa sortie au Corps des mines. En 1880, il est envoyé à Vesoul. Il est ensuite attaché à Paris au contrôle de l'exploitation des chemins de fer. Il enseigne de 1896 à 1912 à l'École des mines, en qualité de professeur de construction et de résistance des matériaux. En 1885, il soutient une thèse (Sur les courbes de genre un) dirigée par Camille Jordan. En 1895 il est aussi nommé professeur d'analyse à l'École polytechnique. En 1904, il devient suppléant de Camille Jordan au Collège de France et en 1912, il lui succède sur la chaire.
Ses travaux se rapportent à la théorie des courbes et des surfaces algébriques. Il fait des recherches sur le théorème d'Abel, sur les applications des transcendantes à la géométrie et complète la théorie des surfaces cyclides. Il reçoit en 1891 le prix Poncelet de l'Académie des sciences pour son étude sur l'application de fonctions automorphes (appelées « fuchsiennes ») aux courbes algébriques, étude basée sur les travaux d'Alfred Clebsch. Il est président de la Société mathématique de France en 1893.
Humbert travaille aussi, à la suite de Charles Hermite, sur la théorie des nombres, alors peu étudiée en France. Pour ses travaux sur les surfaces de Kummer (en) et ce qu'on appelle maintenant le théorème d'Appell-Humbert (en) et les surfaces de Humbert (en), il reçoit en 1892 le prix de l'Académie des sciences.
En 1901 il est élu à l'Académie des sciences sur le fauteuil de Charles Hermite. Il reçoit le prix Petit d'Ormoy, Carrière, Thébault (à titre posthume) en 1921.

## Travaux
- « Application de la théorie des fonctions fuchsiennes à l'étude des courbes algébriques », Journal de mathématiques pure et appliquées 4e série, vol. 2,‎ 1886, p. 239-328 (lire en ligne [PDF]).
- Pierre Humbert et Gaston Julia (éditeur), Georges Humbert : Œuvres, Gauthier-Villars, 1929[2].
- Cours d'Analyse (2 volumes), Gauthier-Villars, 1902 et 1904, (Cours donné à l'École Polytechnique)[3].